# کوچ عاشقان (مجموعه تلویزیونی)
کوچ عاشقان یک مجموعه تلویزیونی محصول سال ۱۳۶۵ به کارگردانی علاءالدین رحیمی، کارگردانی تلویزیونی مسعود فروتن، مهتاج نجومی، نویسندگی علاءالدین رحیمی و تهیه‌کنندگی علی سمنانی می‌باشد که از شبکه یک پخش شد.

## بازیگران
- ایمان ساجدی
- حسین محب‌اهری
- حمید صفایی
- علی اوسیوند
- محمد دستگردی
- محمد کدخدایی
- مرتضی مسجدجامعی
- معصومه تقی‌پور